# Elbing (Stany Zjednoczone)
Elbing – miasto w Stanach Zjednoczonych, w stanie Kansas, w hrabstwie Butler.